# Laberinto (álbum de Miguel Bosé)
Laberinto es el duodécimo álbum de estudio del cantautor español Miguel Bosé (el quinto con la casa musical WEA). Fue lanzado al mercado el 28 de noviembre de 1995.
Destaca por ser uno de los discos más largos de la carrera de Bosé; como continuación de Bajo el signo de Caín, está formado también por temas densos y largos, donde el sintetizador y la flauta toman protagonismo dándole a las canciones un aire oriental y en donde se percibe una fuerte influencia del género world music. Sólo dos de las canciones no superan los cinco minutos.
Este álbum da la impresión de ser un libro que ha pasado varias revisiones, donde Bosé, como autor principal, decide aumentar un poema por aquí o un cuento por allá. Ciertamente, nada que envidiarle a Laberinto, pero con la fuerza de dos nuevos temas, a manera de vientos, que le dan un nuevo brillo. Ambos brindan un nuevo sentido al laberinto que todos habitamos.
"Este mundo va" nos sitúa en medio de un mundo en el cual todo va rápido y donde las emociones de los otros temas circulan a manera de vortex. "Nunca sabré" nos da una idea de las preguntas que tenemos al finalizar un proceso, pues aún desconocemos los causas de esos efectos. En definitiva, Miguel sabe como hacernos pensar en cosas de la vida con su música.
Debido al pobre rendimiento comercial del álbum, WEA decidió reeditarlo el 18 de febrero de 1996 con un diseño de carátula diferente y tres temas nuevos más accesibles.

## Antecedentes
Al finalizar la promoción de su anterior álbum, Bajo el signo de Caín, Bosé participa en varios proyectos artísticos y culturales en donde retoma su carrera de actor dirigido por Vicente Aranda en la película Libertarias y participa como narrador de dos cuentos infantiles Pedro y el lobo e Historia de Babar el elefantito.
Después de dos años de su anterior material musical, el cantante comienza a trabajar en su siguiente propuesta musical; y se reúne con el productor Ross Cullum que ha colaborado con Paul McCartney, Howard Jones y Enya, y el arreglista y corista Sandy McLelland; así como con los guitarristas españoles José Carmona y Vicente Amigo; para la un trabajo de 11 meses; donde de la autoría de 34 temas se seleccionaron los 10 que compondrían este material.

## Realización y promoción
El álbum es clasificado como "una obra insinuante que, siguiendo la línea de su producción anterior, penetra en los campos del pop sofisticado, con la presencia de algunos aires gitanos y latinos, en una cuidadosa producción y una temática que soporta la extraña posibilidad de recuperar el pasado y confundirlo con el futuro"; dónde Bosé propone 10 temas musicales entre los cuales se encuentran los más extensos y elaborados de su carrera.
La primera canción para promocionar es "No encuentro un momento pa' olvidar"; balada romántica que habla sobre el recuerdo del otro tras el rompimiento por la fuerza del deseo, de la memoria física. Para su promoción se grabó un vídeo musical en el cual aparece un Miguel Bosé con traje completamente negro y un fondo azul; con su pelo completamente corto. El vídeo generó grandes polémicas, principalmente en sectores conservadores de países de América Latina, debido a que, en el vídeo, aparecían parejas del mismo sexo besándose y parejas de edades muy diversas.
El segundo sencillo a promocionar es "La autorradio canta"; con este tema Miguel Bosé trata de cumplir la promesa que le hizo a una amiga de llevarla a conocer el mar e ironizó sobre su profesión; para la promoción, se graba un vídeo multicolor en el cual, a través de escenarios caricaturescos aparece un Bosé con bigote manejando un coche llevando a su chica hacia la playa.
A mitades del año de 1996 y con el objetivo de reactivar las ventas del álbum; la discográfica decide lanzar Laberinto (Edición limitada) con tres nuevas canciones previamente grabadas pero que no se habían colocado en la primera edición. Para esta versión se cambia la portada y se editan y recortan en tiempo algunas canciones.
Para esta edición se toma la canción "Este mundo va" como punta de lanza; en la cual se habla sobre ser consciente, hacer una llamada por la Tierra y la importancia del tiempo; para el vídeo de promoción, el artista sale rodeado de relojes y globos terráqueos. Tanto el tema como el vídeo se vuelven un éxito en España y América Latina.
El álbum también se editó en idioma italiano.
Para la promoción del álbum: se realiza la gira de conciertos Laberinto Tour la cual se lleva a cabo por diversas ciudades de España y la principales capitales de América Latina.

## Lista de canciones
| Edición original, 1995 |                                          |                                           |          |  |
| N.º                    | Título                                   | Escritor(es)                              | Duración |  |
| 1.                     | «Agua clara»                             | Miguel Bosé, Ross Cullum Sandy McLelland  | 6:25     |  |
| 2.                     | «Tesoro (Pudo ser tu nombre...)»         | Miguel Bosé, Ross Cullum, Sandy McLelland | 6:03     |  |
| 3.                     | «No encuentro un momento pa' olvidar»    | Miguel Bosé, Ross Cullum, Sandy McLelland | 6:55     |  |
| 4.                     | «Corazón tocao»                          | Miguel Bosé, Ross Cullum, Sandy McLelland | 7:08     |  |
| 5.                     | «Azul de Louïe»                          | Miguel Bosé, Ross Cullum, Sandy McLelland | 6:48     |  |
| 6.                     | «Un día después la historia sigue igual» | Miguel Bosé, Ross Cullum, Sandy McLelland | 8:04     |  |
| 7.                     | «Te buscaré»                             | Miguel Bosé, Ross Cullum, Sandy McLelland | 4:43     |  |
| 8.                     | «La autorradio canta»                    | Miguel Bosé, M. Grilli                    | 4:12     |  |
| 9.                     | «¡Ay!»                                   | Miguel Bosé, Ross Cullum, Sandy McLelland | 6:40     |  |
| 10.                    | «Sequía»                                 | Miguel Bosé, Ross Cullum, Sandy McLelland | 6:23     |  |
| 63:21                  |                                          |                                           |          |  |

| Edición limitada, 1996 |                                                    |                                           |          |  |
| N.º                    | Título                                             | Escritor(es)                              | Duración |  |
| 1.                     | «Este mundo va» (Inédita)                          | Miguel Bosé, M. Grilli                    | 4:26     |  |
| 2.                     | «Agua clara» (Radio edit)                          | Miguel Bosé, Ross Cullum Sandy McLelland  | 4:22     |  |
| 3.                     | «Tesoro (Pudo ser tu nombre...)» (Radio edit)      | Miguel Bosé, Ross Cullum, Sandy McLelland | 4:48     |  |
| 4.                     | «No encuentro un momento pa' olvidar» (Radio edit) | Miguel Bosé, Ross Cullum, Sandy McLelland | 4:45     |  |
| 5.                     | «Corazón tocao»                                    | Miguel Bosé, Ross Cullum, Sandy McLelland | 7:08     |  |
| 6.                     | «Amor entero» (Inédita)                            | Miguel Bosé, M. Grilli                    | 4:10     |  |
| 7.                     | «Azul de Louïe»                                    | Miguel Bosé, Ross Cullum, Sandy McLelland | 6:48     |  |
| 8.                     | «Un día después la historia sigue igual»           | Miguel Bosé, Ross Cullum, Sandy McLelland | 8:04     |  |
| 9.                     | «Te buscaré»                                       | Miguel Bosé, Ross Cullum, Sandy McLelland | 4:43     |  |
| 10.                    | «La autorradio canta»                              | Miguel Bosé, M. Grilli                    | 4:12     |  |
| 11.                    | «¡Ay!»                                             | Miguel Bosé, Ross Cullum, Sandy McLelland | 6:40     |  |
| 12.                    | «Sequía»                                           | Miguel Bosé, Ross Cullum, Sandy McLelland | 6:23     |  |
| 13.                    | «Nunca sabré» (Inédita)                            | Miguel Bosé, M. Grilli                    | 4:12     |  |
| 70:33                  |                                                    |                                           |          |  |

## Créditos de realización
- Asistentes de grabación en Madrid: Beny Gil y Eduardo Ramírez
- Asistentes mezclas: Avril Macintosh
- Ayudante mezcla voces: Luis Fernández Soria
- Teclados, batería, percusión y programaciones: Sandy McLelland
- Teclados, batería, guitarra eléctrica y percusión: Ross Cullum
- Batería: Ángel Crespo
- Teclados, percusión: Antonio Cortés
- Piano acústico: Alfonso Pérez
- Bajo y coros: Javier Quílez
- Guitarra eléctrica: Pedro Andrea
- Guitarra española, acústica y coros: Josep Salvador
- Guitarra slide y mandocello: Bryn Haworth
- Guitarra eléctrica y acústica: Robbie Macintosh
- Gaitas irlandesas y flautín: Davey Spillane
- Piano acústico: Alfonso Pérez
- Bandoneón: Jorge Lema
- Coros: Greta y los Garbo, Helen de Quiroga, José María Guzmán, Edith Salazar y La Chonchi
- Guitarra española: Vicente Amigo y José Miguel Carmona